# Bab-Gedid-Moschee

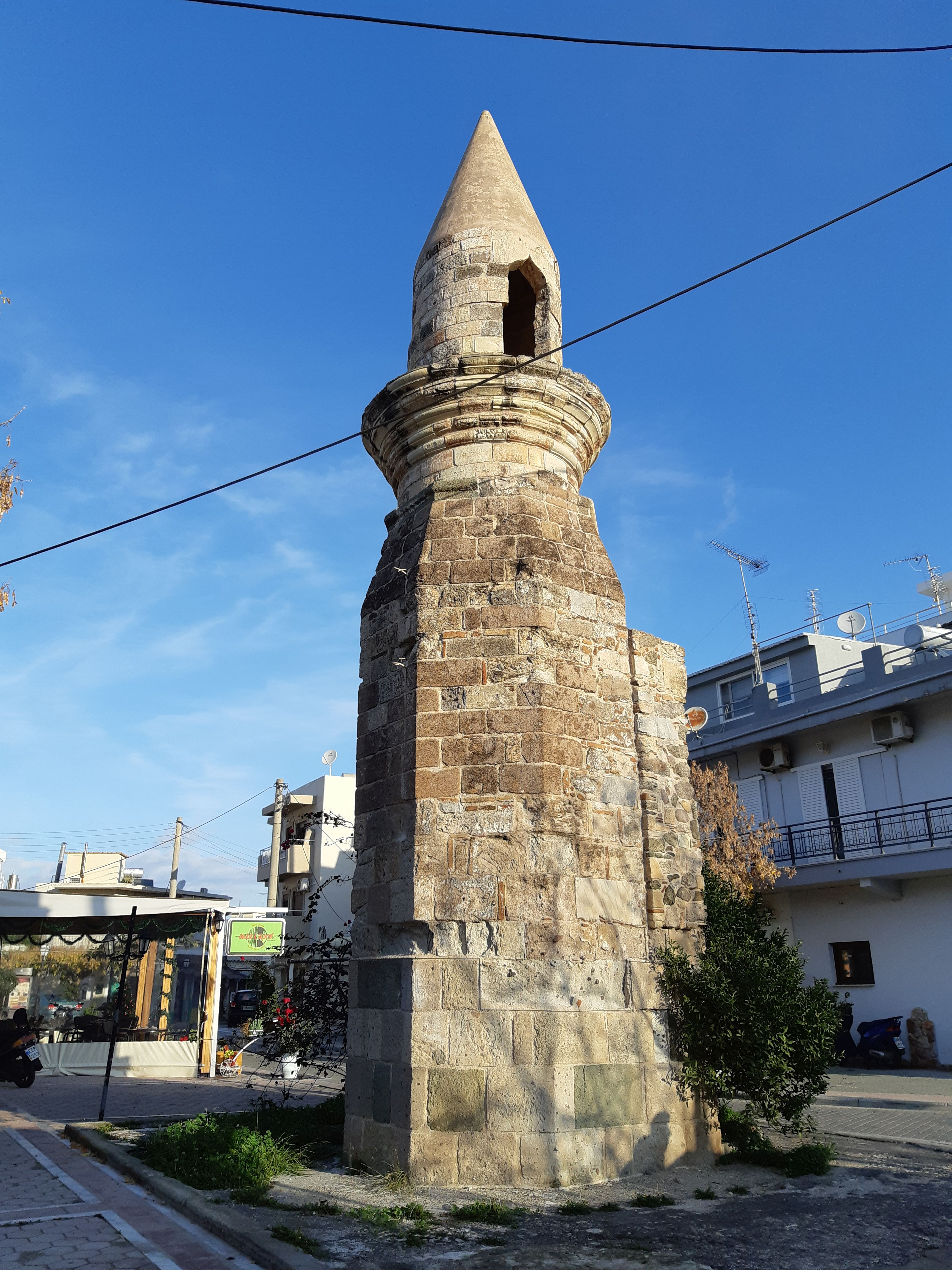
Das erhalten gebliebene Minarett der zerstörten Bab-Gedid-Moschee im Dezember 2019

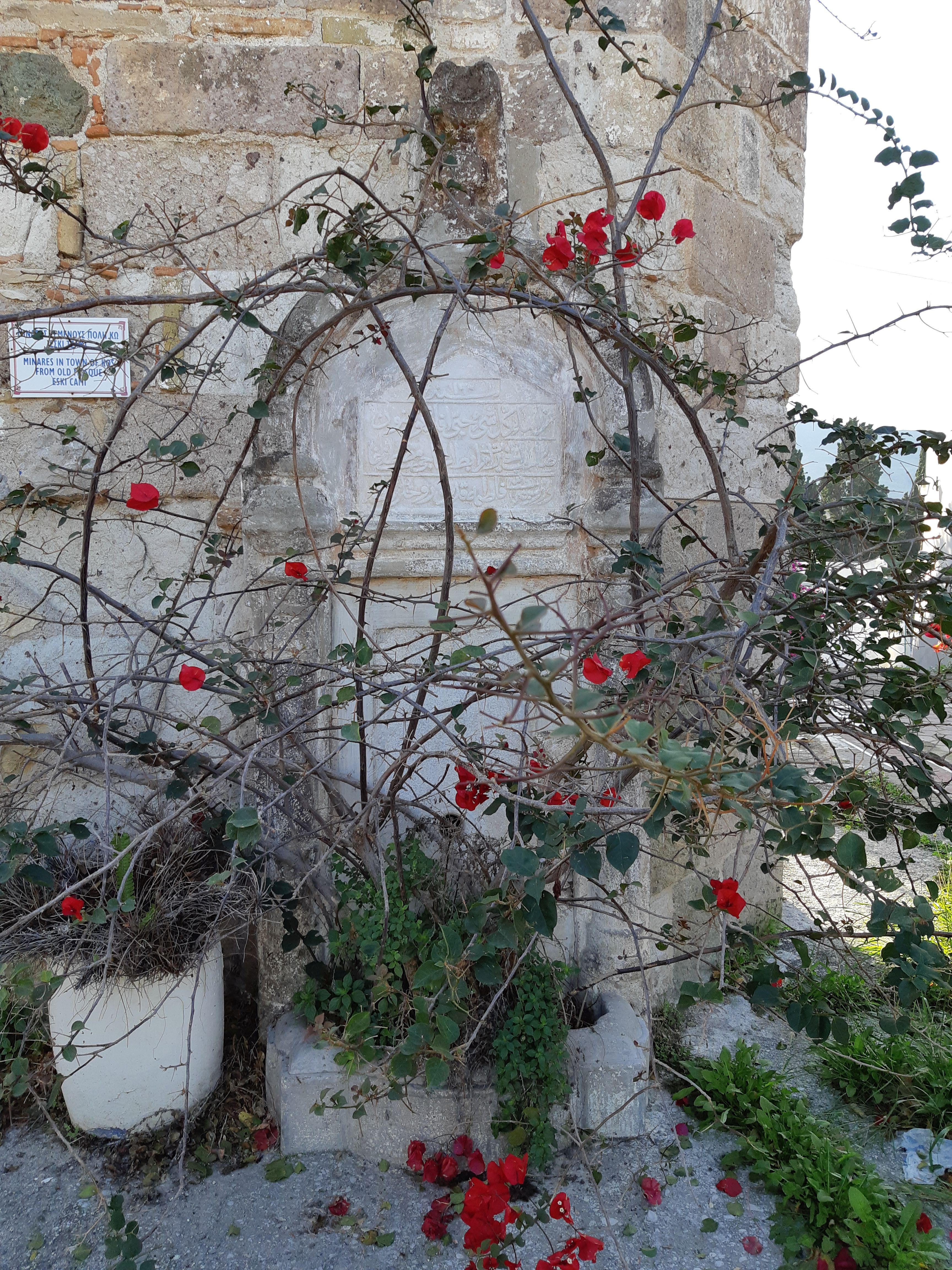
Ehemaliger Brunnen und Inschriftentafel

Die Bab-Gedid-Moschee (vom Osmanischen Bab-ı Cedid heute Yenikapı Camii also Moschee am Neuen Tor auch: Eski Moschee im Sinne von alte Moschee) war ein Gebetshaus in der Stadt Kos auf der griechischen Insel Kos. Es wurde 1933 bei einem Erdbeben weitgehend zerstört. Von der Moschee ist heute nur noch das nordwestliche Minarett erhalten.

## Lage
Die Bab-Gedid-Moschee befand sich auf dem Hügel der Zitadelle von Seraglios, am heutigen Diagora-Platz, am anderen Ende des dicht bebauten ehemaligen muslimischen Viertels in der Nähe der heutigen Altstadt. Das erhalten gebliebene Minarett steht auf etwa 13 m über Meereshöhe. Es ist rund 400 Meter vom Hafen Mandraki der Stadt Kos entfernt.

## Geschichte
Die Bab-Gedid-Moschee wurde 1586 erbaut (Jahr 995 nach islamischer Zeitrechnung). Das Gebetshaus war eine der ältesten Moscheen von Kos. Auf der Ostseite der Moschee befanden sich im Außenbereich ein Brunnen zum Waschen vor dem Gebet und ein kleiner Friedhof. Die Moschee wurde mit dem Erdbeben von 1933 weitgehend zerstört. Um 1935 wurden die Reste mit Ausnahme des heute noch sichtbaren Minaretts abgerissen, um den neuen Stadtentwicklungsplan der italienischen Besatzungsmacht umzusetzen. Das 11,35 m hohe Minarett – früher mit Zugang von der Innenseite der Moschee – ist achteckig und war an der nordwestlichen Seite der früheren Moschee angebaut.
Der ehemalige Brunnen an der Nordseite des Minaretts trägt eine Inschrift mit Informationen über den Bau der Moschee, die Bauherren/Stifter (Hajji Mustafa Aga und seine Frau Fatima) und einen Sinnspruch: „Mein Mitmensch, da alles dank des Wassers lebt, warum glaubst du nicht daran?“ Dies soll sinnbildlich aus dem Koran entnommen sein.